# Coop Himmelb(l)au
Coop Himmelb(l)au (игра слов: нем. Himmelblau — «небесно-голубой» или «голубые небеса», Himmelbau — «небесное здание» или «строительство небосводов») — австрийское архитектурное бюро.
Основано в 1968 году в Вене Вульфом Д. Приксом, Хельмутом Свичинским и Михаэлем Хольцером (Хольцер и Свичинский впоследствии покинули фирму). Длительное время предприятие было малоуспешным из-за того, что деконструктивистские проекты Прикса казались слишком авангардными. Известность пришла к фирме лишь в 1988 году, после выставки деконструктивистов в Нью-Йоркском музее современного искусства. В настоящее время «кооператив» имеет офисы в Лос-Анджелесе, Лионе, Гвадалахаре и Баку, в нём работают 150 архитекторов. Коллектив удостоен ряда премий, включая французский Орден Искусств и литературы.

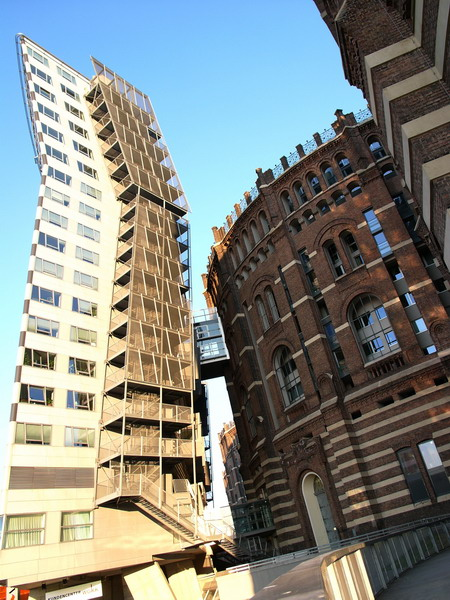
Газометр B

Из множества проектов Coop Himmelb(l)au наиболее известны:
- Павильон Гронингенского музея (1994)
- Кинотеатр UFA (Дрезден, 1998)
- Венский газометр B (2001)
- Новое здание мюнхенской Академии изящных искусств (2005)
- Новое здание музея искусств в Акроне (2007)
- «Мир БМВ» (Мюнхен, 2007)
- Штаб-квартира Европейского центрального банка (Франкфурт-на-Майне, 2010—2014)
- Музей Слияния (Лион, 2013)

Здания, спроектированные в кооперативе, как правило, отличаются необычной, экспериментальной формой, имитирующей самые разнообразные формы архитектурной деструкции. Прикс пытается сделать постройки максимально динамичными, по его словам, мечта Coop Himmelb(l)au — построить висящий над землёй дом, который «ничто не будет поддерживать».
4 декабря 2020 года прокуратура Украины начала уголовное производство в отношении представителей австрийского архитектурного бюро «Coop Himmelb (l)au», которое принимает участие в строительстве оперного театра в Севастополе. Руководству компании  запретили въезд на территорию Украины.

## Награды
- 1982 — Поощрительная премия за достижения в области архитектуры (нем. Förderungspreis für Baukunst), Берлин
- 1988 — Городская премия Вены по архитектуре (нем. Preis der Stadt Wien für Architektur)
- 1992 — Архитектурная премия Эриха Шеллинга (нем. Erich-Schelling-Architekturpreis)
- 1999 — Большая государственная награда Австрии (нем. Großer Österreichischer Staatspreis)
- 2001 — European Steel Design award (за кинотеатр UFA)
- 2002 — Золотая медаль «За заслуги перед Веной» (нем. Goldenen Ehrenzeichen für Verdienste um das Land Wien)
- 2002 — Орден Искусств и литературы
- 2005 — American Architecture Award (за проект музея искусств в Акроне)